# Johannes Schöne
Johannes „Hans“ Schöne (23. dubna 1920 Oberhausen – 3. srpna 1989 Postupim-Babelsberg) byl východoněmecký fotbalista, reprezentant a trenér.

## Hráčská kariéra
S fotbalem začínal v nizozemském PSV Eindhoven. Poté hrál za TSV Weißwasser (1937–1940), SV Gelb-Weiß Zhořelec (1941), RSC Štrasburk (1942), Breslauer SpVgg 02 (1942–1944) a SG Chotěbuz-východ / BSG Textil Chotěbuz (1946–1950). Od roku 1950 až od konce kariéry v roce 1959 hrál za BSG Rotation Babelsberg – s výjimkou jednoho prvoligového zápasu za SC Rotation Lipsko, v němž dal jeden gól (1955). V sezoně 1950/51 se stal s 38 brankami králem střelců východoněmecké nejvyšší soutěže (rekordní počet branek v jednom ročníku).

### Reprezentace
Východní Německo (NDR) reprezentoval ve třech přátelských zápasech. Debutoval v sobotu 8. května 1954 v Berlíně v utkání proti Rumunsku, které hosté vyhráli 0:1 (poločas 0:1). Naposled se v reprezentaci objevil v neděli 24. října téhož roku v Sofii v zápase proti Bulharsku, který domácí vyhráli 3:1 (poločas 1:0).

### Ligová bilance
| Ročník          | Zápasy | Góly | Klub                    |
| --------------- | ------ | ---- | ----------------------- |
| I. liga 1950/51 | 31     | 38   | BSG Rotation Babelsberg |
| I. liga 1951/52 | 34     | 26   | BSG Rotation Babelsberg |
| I. liga 1952/53 | 25     | 12   | BSG Rotation Babelsberg |
| I. liga 1953/54 | 28     | 13   | BSG Rotation Babelsberg |
| I. liga 1954/55 | 24     | 7    | BSG Rotation Babelsberg |
| I. liga 1954/55 | 1      | 1    | SC Rotation Lipsko      |
| I. liga 1954/55 | 24     | 7    | BSG Rotation Babelsberg |
| I. liga 1955    | 13     | 5    | BSG Rotation Babelsberg |
| I. liga 1956    | 25     | 9    | BSG Rotation Babelsberg |
| I. liga 1957    | 22     | 1    | BSG Rotation Babelsberg |
| I. liga 1958    | 25     | 7    | BSG Rotation Babelsberg |
| II. liga 1959   | 2      | 0    | BSG Rotation Babelsberg |
| CELKEM I. LIGA  | 228    | 119  |                         |
| CELKEM II. LIGA | 2      | 0    |                         |

## Trenérská kariéra
Ke konci hráčské kariéry vedl ASG Vorwärts Postupim (1957–1959) a po jejím skončení SC Postupim (1960–1965) a BSG Rotation Babelsberg (1965–1979).